# فردریک ماسارا
فردریک ماسارا (انگلیسی: Frederic Massara؛ زادهٔ ۱۱ نوامبر ۱۹۶۸) بازیکن فوتبال اهل ایتالیا است.
از باشگاه‌هایی که در آن بازی کرده‌است می‌توان به باشگاه فوتبال دلفینو پسکارا، باشگاه فوتبال پالرمو، باشگاه فوتبال تورینو، و باشگاه فوتبال اتلتیکو آرتزو اشاره کرد.